# Tkibuli
Tkibuli (gruz. ტყიბული) – miasto w środkowej Gruzji, w regionie Imeretia. Liczba mieszkańców w 2014 wynosiła  9 770. W mieście znajduje się jedna kopalnia węgla, choć wcześniej było ich dziewięć. W rejonie Tkibuli rośnie także herbata, która sprzedawana jest w całej Gruzji.
Miasto znajduje się na linii kolejowej Kutaisi - Tkibuli.

## Gospodarka
Główną gałęzią przemysłu jest wydobycie węgla, którego eksploatację rozpoczęto w 1846 roku. Rolnictwo koncentruje się na uprawie kukurydzy, herbaty i winorośli, a także hodowli zwierząt i pszczelarstwie.
Sam region jest bogaty w złoża naturalne - oprócz węgla kamiennego m.in. marmur, bazalt, gliny ogniotrwałe i wody mineralne. 

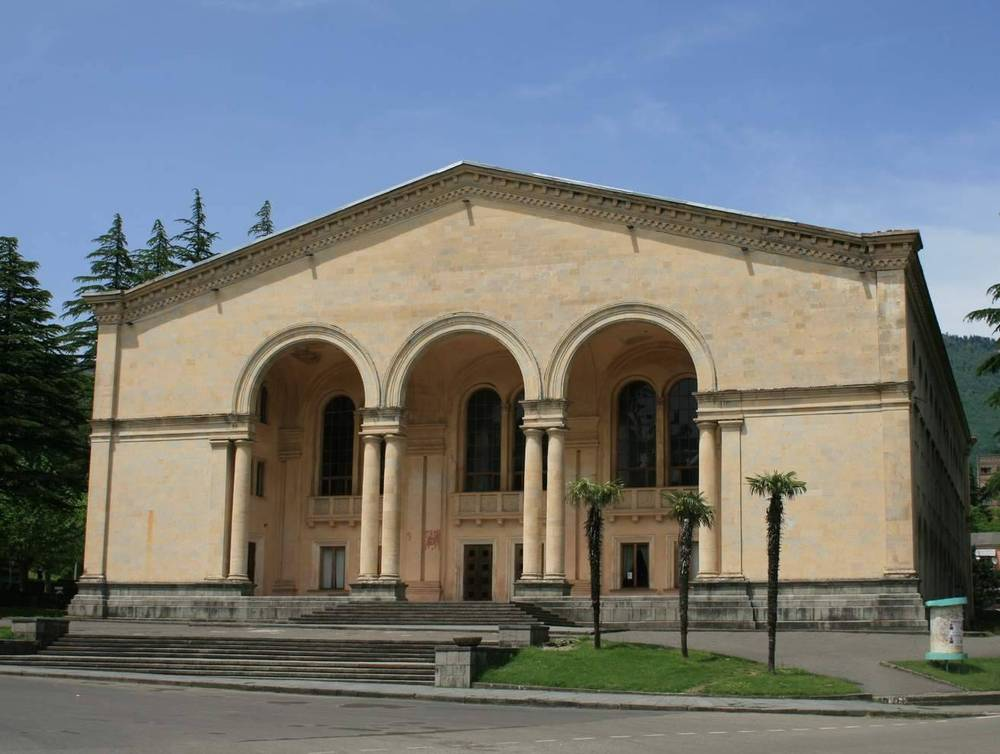
Teatr
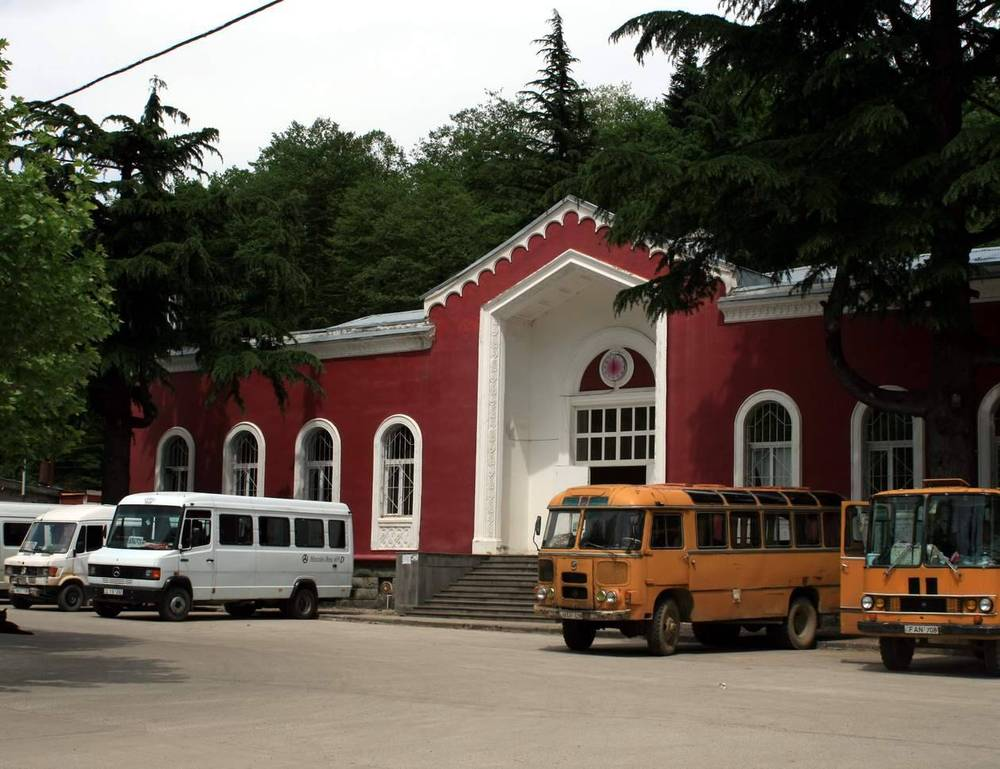
Dworzec kolejowy
Główny plac miasta